# First (Berg)
Der First ist ein Bergrücken als Verflachung des Südwest-Rückens zum Widderfeldgrätli (2632 m ü. M.) im Berner Oberland nördlich oberhalb von Grindelwald. Er ist über eine Gondelbahn oder zu Fuss erreichbar. Die obere Bergstation heisst ebenfalls First (2167 m ü. M.) und steht den Besuchern im Winter und im Sommer mit einem gut ausgebauten Ski- und Wandergebiet zur Verfügung. 
Besonders beliebt ist die Wanderung zum Bachalpsee und weiter zum Faulhorn, die ein spektakuläres Panorama  mit Blick auf den oberen Grindelwaldgletscher sowie Eiger, Mönch und Jungfrau bietet. Eine weitere interessante Wanderung führt auf das Schwarzhorn. Östlich von First liegt 5,6 Kilometer zu Fuss entfernt die Grosse Scheidegg.
Sein Gipfel- und Aussichtspunkt liegt etwas nordwestlich des Berggasthauses First, welches sich gleich neben der Seilbahnstation befindet, auf einer Höhe von 2184 m ü. M.
Der First ist ein Startort für Paraglider und Deltasegler sowie Ausgangspunkt für zahlreiche Mountainbiketouren. Station First bietet auch einen imposanten kurvenreichen Schlittenweg, welcher bei guten Schneeverhältnissen direkt nach Grindelwald führt.

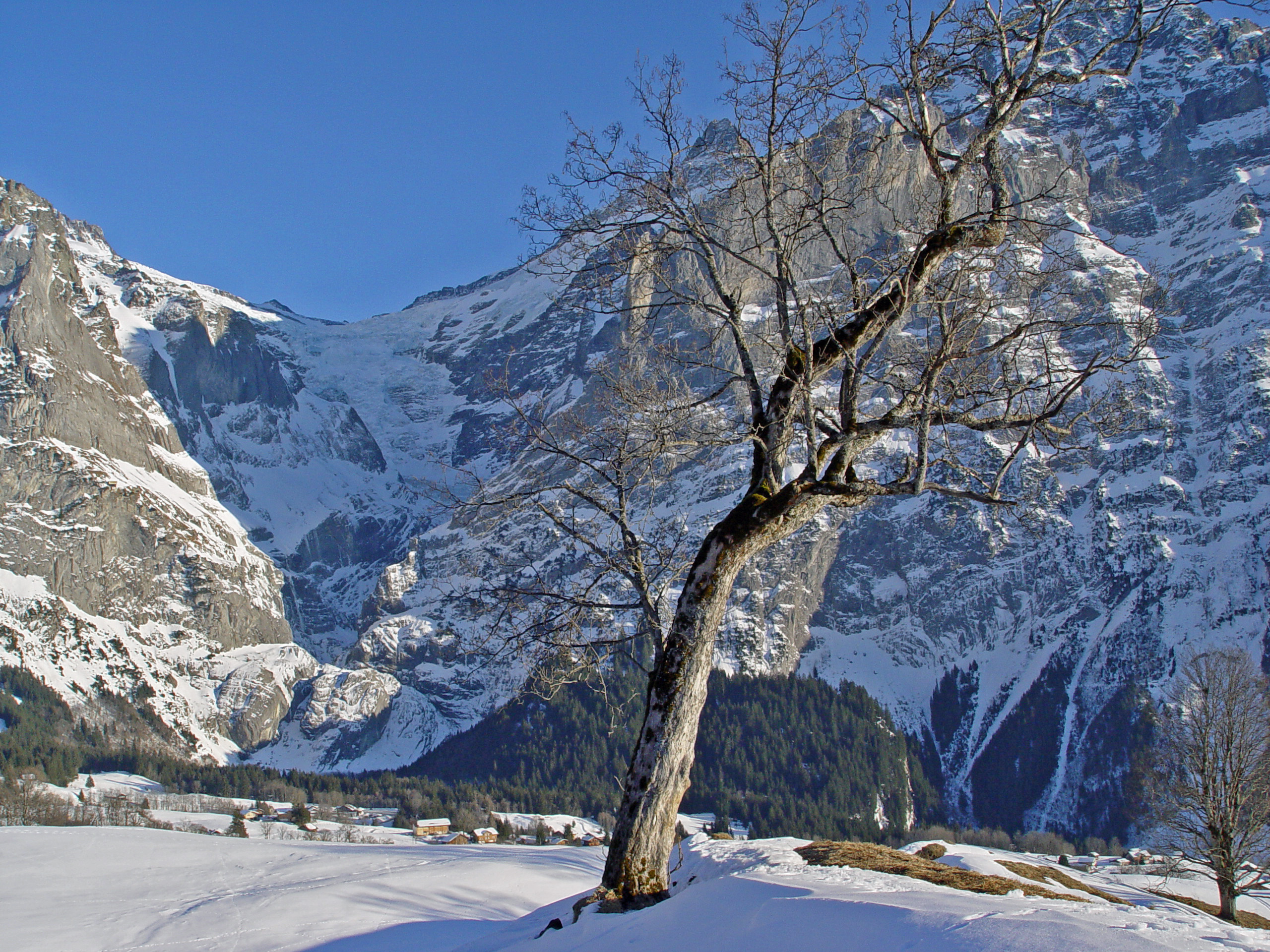
Oberer Gletscher von unterhalb Station First gesehen
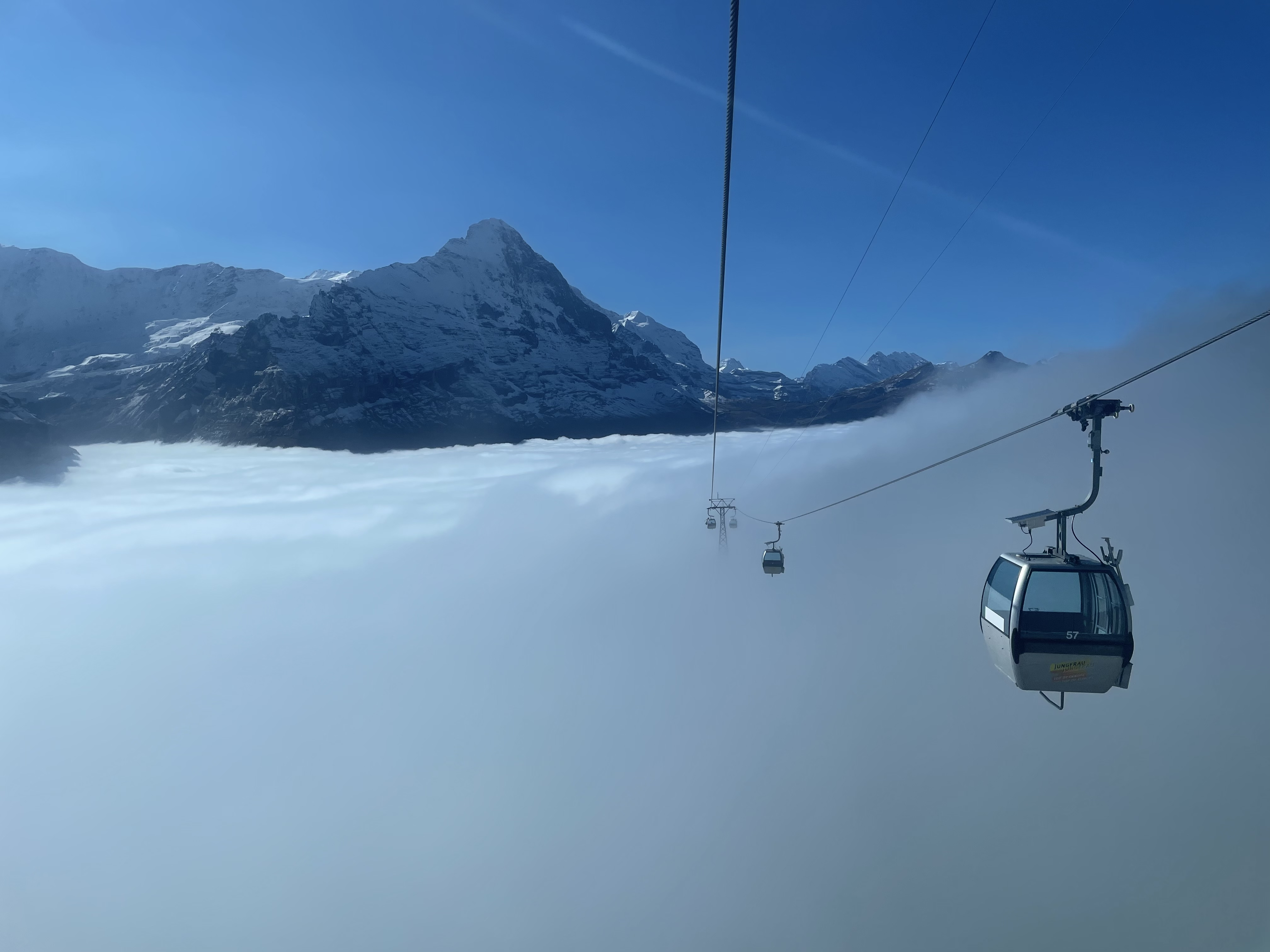
Herbsttag am First
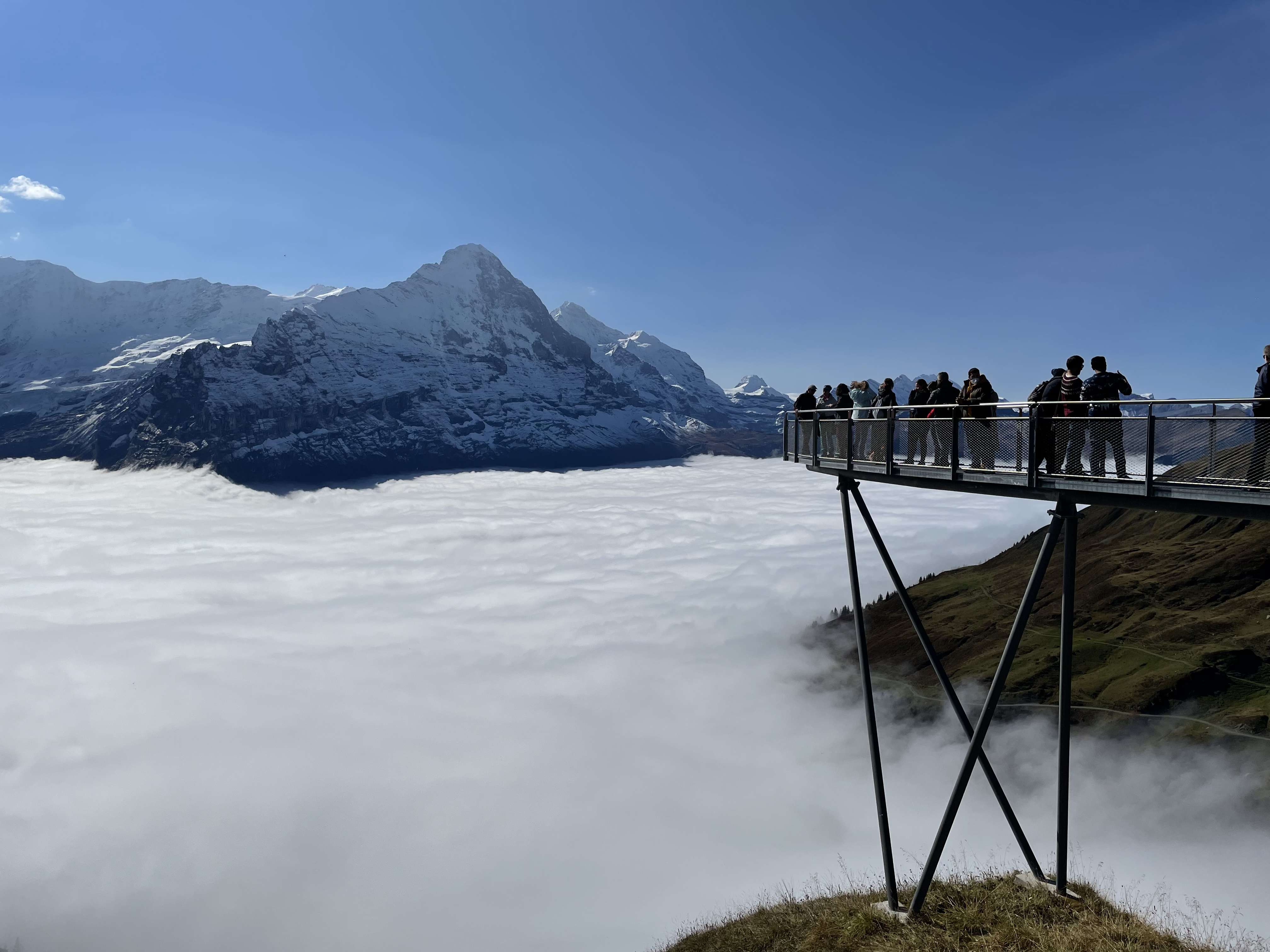
Aussichtsplattform und Nebelmeer
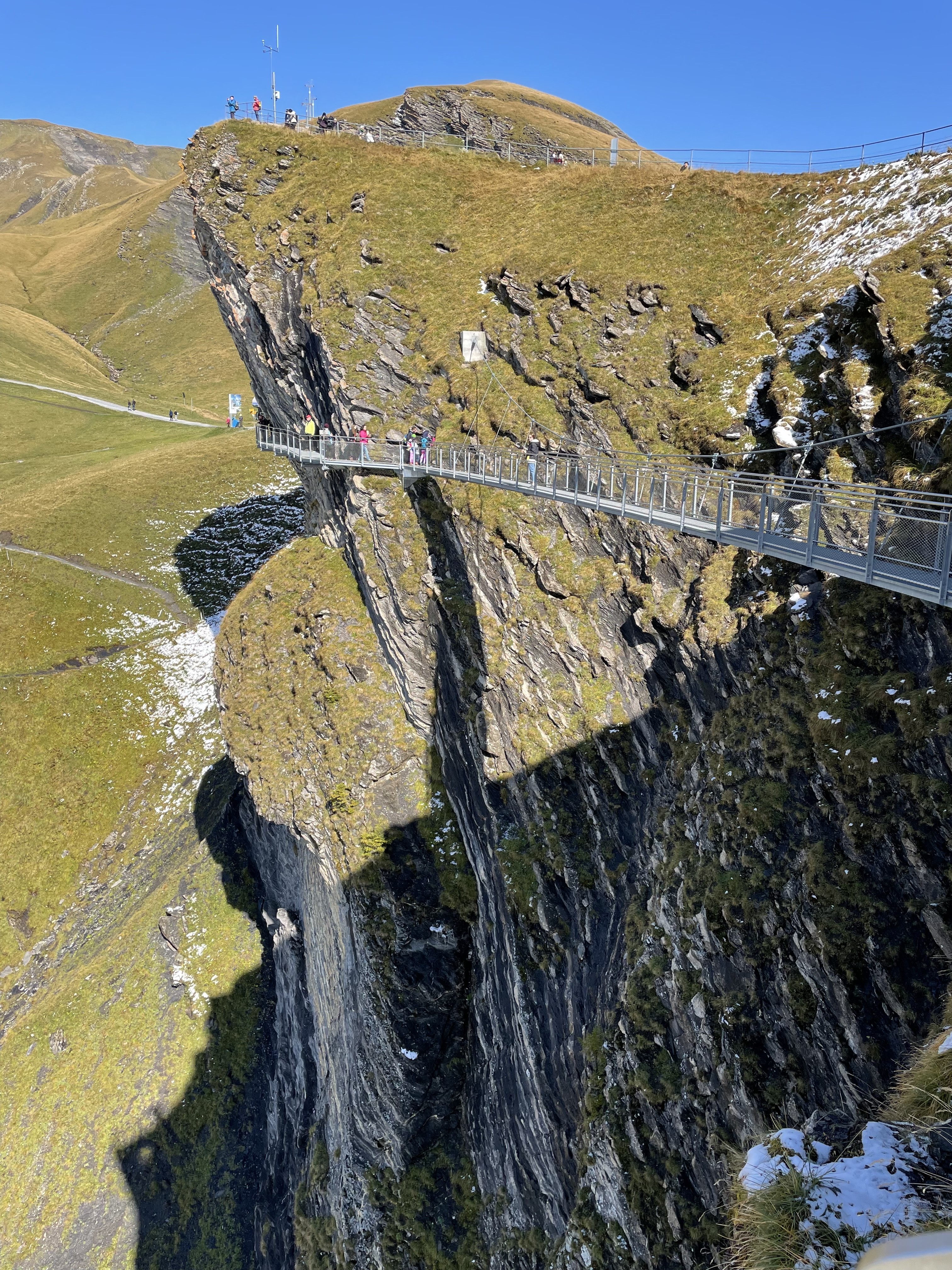
Cliff Walk